# 坂町站
坂町站（日语：／ Sakamachi eki */?）是位於日本新潟縣村上市坂町，屬於東日本旅客鐵道（JR東日本）的鐵路車站。此站為轉乘站，其所屬線羽越本線及以本站為終點站的米坂線皆在此停靠。

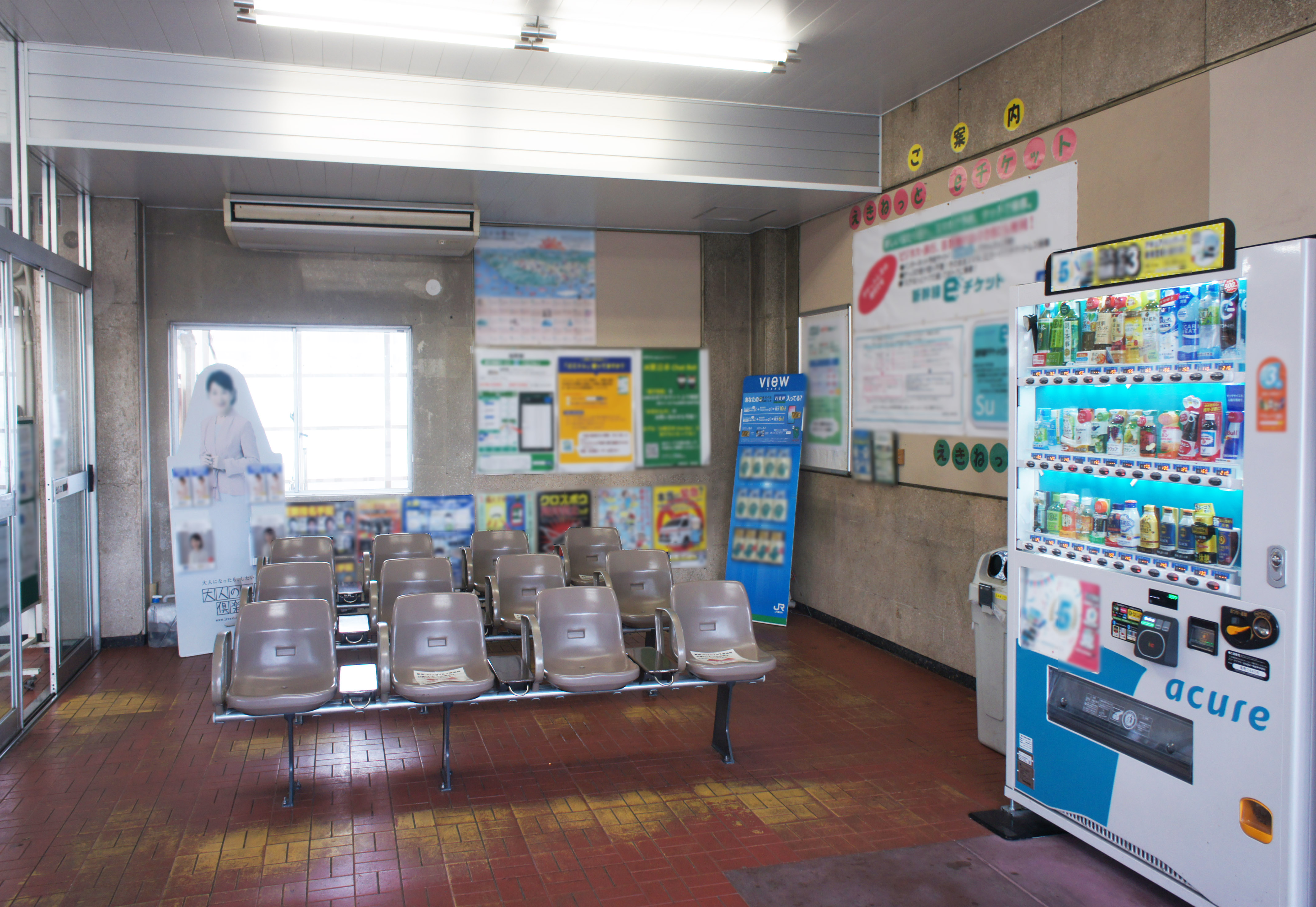
候車室（2021年9月）

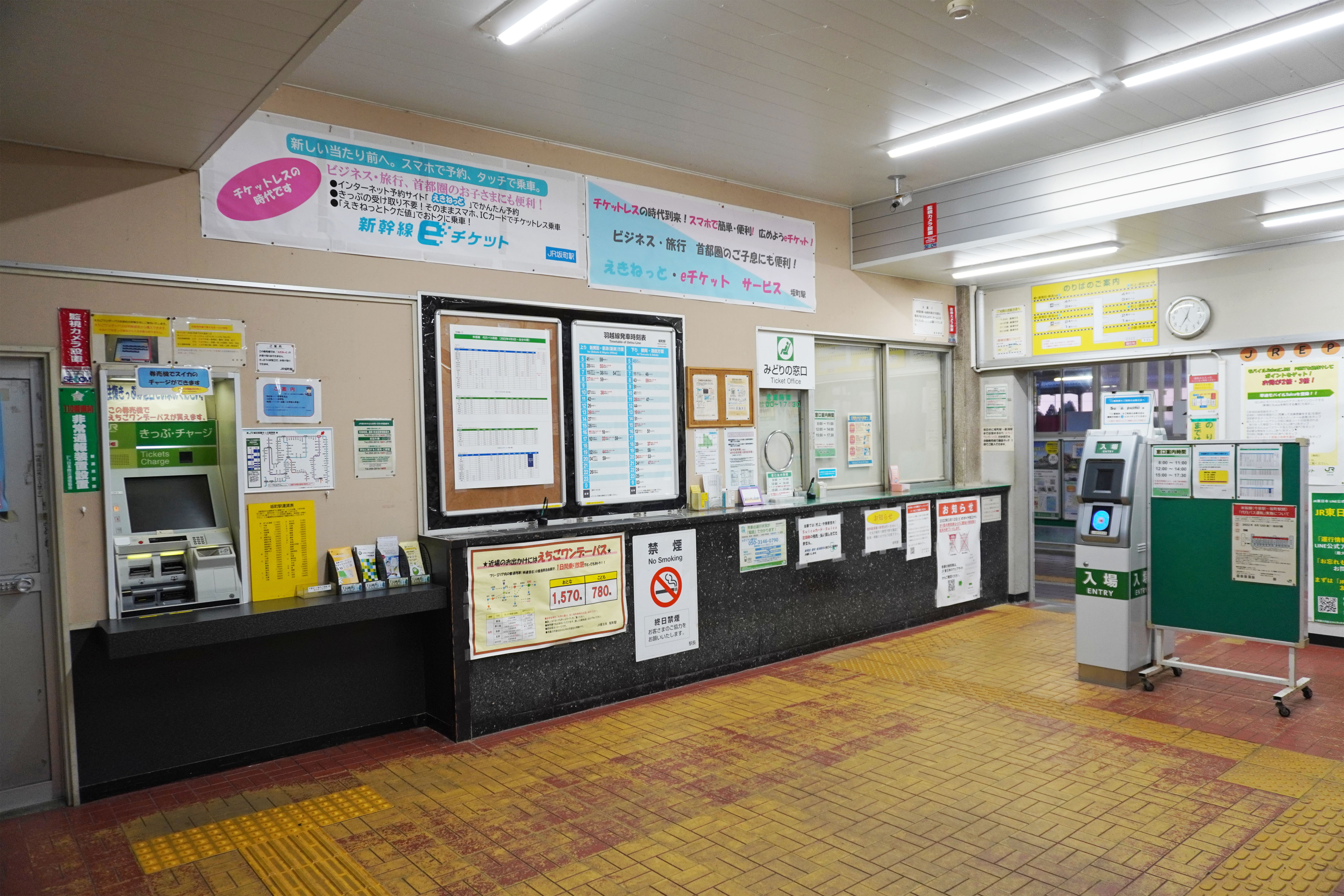
驗票口（2023年7月）

## 車站結構

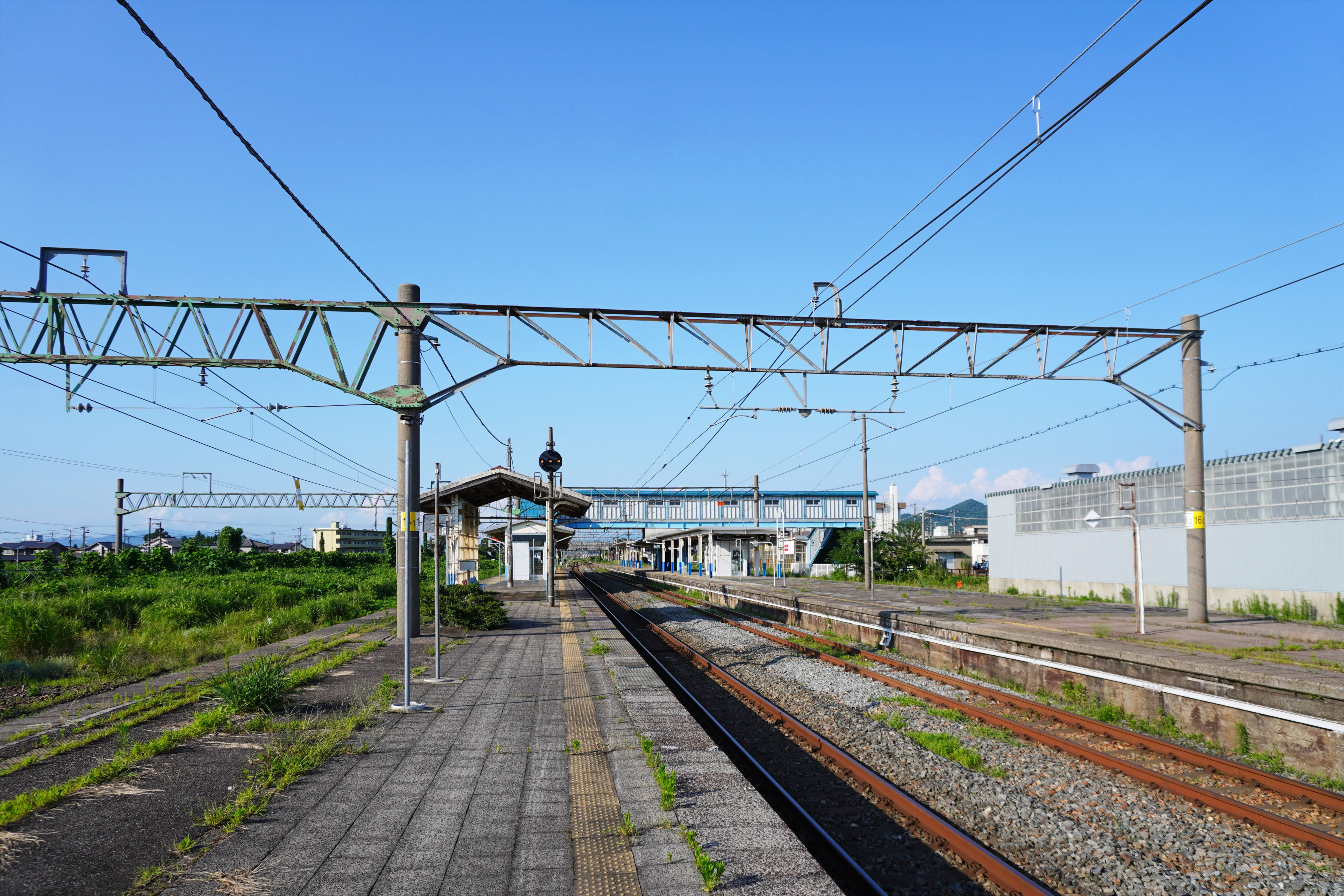
月台（2023年7月）

本站為擁有島式月台2面4線的地面車站。月台與房間透過跨線橋聯絡，鄰近站房側的月台依次為1號與2號月台。

### 月台配置
| 月台 | 路線      | 方向 | 目的地                 |
| ---- | --------- | ---- | ---------------------- |
| 1    | ■米坂線   | -    | 小國、米澤方向         |
| 2    | ■羽越本線 | 上行 | 新發田、新津、新潟方向 |
| 3    | ■羽越本線 | 下行 | 鶴岡、酒田方向         |
| 3    | ■米坂線   | -    | 小國、米澤方向         |
| 4    | ■米坂線   | -    | 小國、米澤方向         |

（來源：JR東日本:車站構內圖（页面存档备份，存于））

## 使用狀況
根據JR東日本，2018年度（平成30年度）1日平均上車人次為707人。
近年的推移如下表。
| 年度               | 1日平均 上車人次 | 來源            |
| ------------------ | ---------------- | --------------- |
| 2000年（平成12年） | 882              | [ 利用客数 2 ]  |
| 2001年（平成13年） | 876              | [ 利用客数 3 ]  |
| 2002年（平成14年） | 880              | [ 利用客数 4 ]  |
| 2003年（平成15年） | 898              | [ 利用客数 5 ]  |
| 2004年（平成16年） | 872              | [ 利用客数 6 ]  |
| 2005年（平成17年） | 845              | [ 利用客数 7 ]  |
| 2006年（平成18年） | 836              | [ 利用客数 8 ]  |
| 2007年（平成19年） | 820              | [ 利用客数 9 ]  |
| 2008年（平成20年） | 828              | [ 利用客数 10 ] |
| 2009年（平成21年） | 803              | [ 利用客数 11 ] |
| 2010年（平成22年） | 790              | [ 利用客数 12 ] |
| 2011年（平成23年） | 768              | [ 利用客数 13 ] |
| 2012年（平成24年） | 768              | [ 利用客数 14 ] |
| 2013年（平成25年） | 793              | [ 利用客数 15 ] |
| 2014年（平成26年） | 740              | [ 利用客数 16 ] |
| 2015年（平成27年） | 734              | [ 利用客数 17 ] |
| 2016年（平成28年） | 728              | [ 利用客数 18 ] |
| 2017年（平成29年） | 717              | [ 利用客数 19 ] |
| 2018年（平成30年） | 707              | [ 利用客数 1 ]  |

## 相鄰車站
東日本旅客鐵道（JR東日本）
■羽越本線
- 特急「稻穗」、快速「Rakuraku列車村上」停靠站

□快速「紅花」
中條－坂町－（米坂線）
■快速
中條－坂町－村上
■普通
平木田－坂町－平林
■米坂線 
□快速「紅花」
越後大島－坂町－（羽越本線）
■普通
越後大島－*花立－坂町 ← （羽越本線平木田方向**）
*:刪除線為廢站
**:新津始發只限1班

### 使用情況
1. 1 2  . 東日本旅客鉄道.   [2019-07-21]. （原始内容存档于2019-07-05）.
2. ↑  . 東日本旅客鉄道.   [2019-02-24]. （原始内容存档于2019-03-27）.
3. ↑  . 東日本旅客鉄道.   [2019-02-24]. （原始内容存档于2019-03-27）.
4. ↑  . 東日本旅客鉄道.   [2019-02-24]. （原始内容存档于2019-03-27）.
5. ↑  . 東日本旅客鉄道.   [2019-02-24]. （原始内容存档于2019-03-27）.
6. ↑  . 東日本旅客鉄道.   [2019-02-24]. （原始内容存档于2019-03-27）.
7. ↑  . 東日本旅客鉄道.   [2019-02-24]. （原始内容存档于2019-03-27）.
8. ↑  . 東日本旅客鉄道.   [2019-02-24]. （原始内容存档于2019-03-27）.
9. ↑  . 東日本旅客鉄道.   [2019-02-24]. （原始内容存档于2019-04-02）.
10. ↑  . 東日本旅客鉄道.   [2019-02-24]. （原始内容存档于2019-03-27）.
11. ↑  . 東日本旅客鉄道.   [2019-02-24]. （原始内容存档于2019-03-27）.
12. ↑  . 東日本旅客鉄道.   [2019-02-24]. （原始内容存档于2019-03-27）.
13. ↑  . 東日本旅客鉄道.   [2019-02-24]. （原始内容存档于2019-03-27）.
14. ↑  . 東日本旅客鉄道.   [2019-02-24]. （原始内容存档于2019-03-27）.
15. ↑  . 東日本旅客鉄道.   [2019-02-24]. （原始内容存档于2016-04-04）.
16. ↑  . 東日本旅客鉄道.   [2019-02-24]. （原始内容存档于2019-03-27）.
17. ↑  . 東日本旅客鉄道.   [2019-02-24]. （原始内容存档于2019-03-23）.
18. ↑  . 東日本旅客鉄道.   [2019-02-24]. （原始内容存档于2019-03-27）.
19. ↑  . 東日本旅客鉄道.   [2019-02-24]. （原始内容存档于2019-03-25）.

## 外部連結
- JR東日本 坂町站（页面存档备份，存于）